# Nogizaka46
Nogizaka46 (« 乃木坂46 » prononcé Nogizaka forty-six) est un groupe d'idoles féminin japonais créé par son producteur Yasushi Akimoto en juin 2011, et désigné comme étant le rival officiel (Kōshiki Rival (公式ライバル, kōshiki raibaru)) du groupe d'AKB48, créé par le même producteur.
Le groupe tire son nom, Nogizaka, de l'endroit où est situé SME Nogizaka Building, qui contient les bureaux de Sony Music Japan. Yasushi Akimoto a expliqué que le chiffre "46" est aussi un défi lancé aux AKB48.

## Histoire

### En 2011 et 2012: auditions et débuts
La formation du groupe a été annoncée le 29 juin 2011, et est devenu le premier groupe à être désigné comme étant le « rival officiel » des AKB48. Le nom même de Nogizaka46 contient cette idée de rivalité, puisque cela signifie que : « même avec moins de membres que les AKB48, nous ne perdrons pas le défi ».
Nogizaka46 se différencie en cela des autres groupes liés à AKB48. Alors que  NMB48 ou SKE48 sont considérés comme étant des groupes-sœurs des AKB48, Nogizaka46 sont leurs rivales. Les auditions finales pour le groupe se tiennent le week-end du 20 au 21 août 2011 où 56 finalistes se sont affrontées pour 36 places. En tout, 38 934 personnes se sont inscrites pour auditionner. Les 36 membres choisies sont annoncées le 22 août. Il a aussi été annoncé à la surprise générale, que 16 autres filles rejoindraient le groupe en tant que membres provisoires. Nogizaka46 anime depuis le 2 octobre 2011 sa propre émission de télévision, présentée par le duo comique Bananaman. L'émission est intitulée Nogizakatte, Doko? (乃木坂 って, どこ; traduit: Où est Nogizaka?). Elle est diffusée sur les principales chaînes du réseau TX : principalement TV Tokyo, Osaka TV, TV Aichi, TV Setōchi, TV Hokkaido, Kyushu et TVQ Hoso.

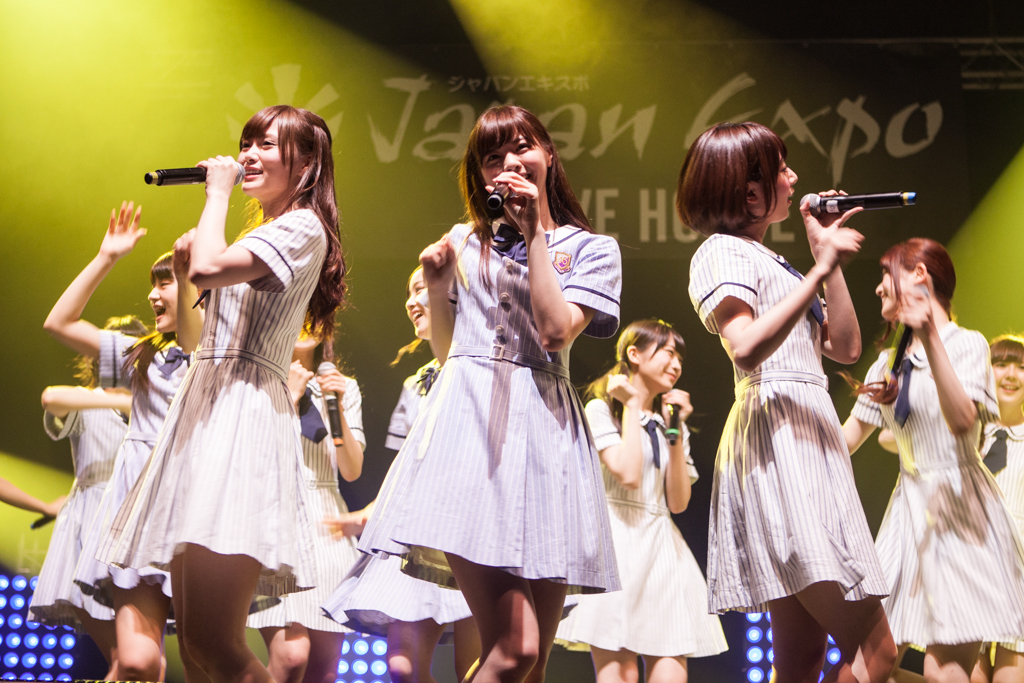
Le groupe en concert à Japan Expo en juillet 2014

L'année suivante, Nogizaka46 fait ses débuts en février 2012 avec son tout premier single, Guru Guru Curtain. Il atteint la 2e place du classement hebdomadaire des ventes de l'Oricon et se vend à 136 309 exemplaire durant la première semaine. La chanson a été interprétée pour la première fois lors de l’événement AKB Request Hour Setlist Best 100 2012 (AKB48 リクエストアワーセットリストベスト100 2012) au Tokyo Dome City Hall au cours du mois précédent.
Le clip vidéo du nouveau single Oide Shampoo est mise en ligne sur YouTube en avril 2012 mais fait rapidement sujet de controverses sur Internet, recevant des réponses négatives de la part de nombreux téléspectateurs. Dans le cadre de la chorégraphie, les filles soulèvent leurs jupes sur leurs visages, exposant pleinement leurs jupons. Certains intervenants ont trouvé la vidéo obscène et ont déclaré se sentir très mal à l'aise pour la visionner. D'autres ont également constaté la chorégraphie du groupe plutôt sexuelle, l'idole devant normalement préserver une image pure et innocente envers les fans. En raison de ces mauvaises réceptions, la chorégraphie et les costumes ont été modifiés peu de temps avant la sortie du single. Ce dernier est en effet mise en vente le 2 mai 2012 et réussit à atteindre les meilleurs classements des ventes de l'Oricon.
Le 25 juin 2012 Nogizaka46 participe au Yubi Matsuri, un festival d'idoles produit par Rino Sashihara, membre de AKB48 (au même mois transféré chez le groupe sœur HKT48). Le concert s'est tenu au Nippon Budokan, devant un public de 8 000 spectateurs. Parmi les autres groupes que le festival comptait, ont notamment participé Idoling!, Shiritsu Ebisu Chūgaku, SUPER☆GiRLS, Tokyo Girls' Style, PASSPO☆, Buono!, Momoiro Clover Z, et Watarirōka Hashiritai 7,. En août 2012, la chanson Hito wa Naze Hashiru no ka? (人はなぜ走るのか？) était la chanson officielle de la Coupe du monde de football féminin des moins de 20 ans qui s’est déroulée au Japon. Le titre est présent sur la face B de leur 3e single Hashire! Bicycle. En septembre, le premier épisode de la comédie musicale du groupe 16-nin no Principal est interprétée au Théâtre Parco à Tokyo. Le même mois, Erika Ikuta est sélectionnée parmi les membres du groupe pour doubler la voix de Rue dans le film américain The Hunger Games. En novembre, Kazumi Takayama, Nanase Nishino, Ami Nōjō, Mai Fukagawa et Yumi Wakatsuki on participé au Grand Prix de Macao du World Touring Car Championship (WTCC) en tant que supportrices de l’équipe Cipher Racing Team. En décembre, les Nogizaka46 sont devenues les nouvelles artistes ayant vendu le plus de disques dans l’année selon le classement annuel Oricon. Elles ont battu les scores réalisés auparavant par les AKB48.

### En 2013

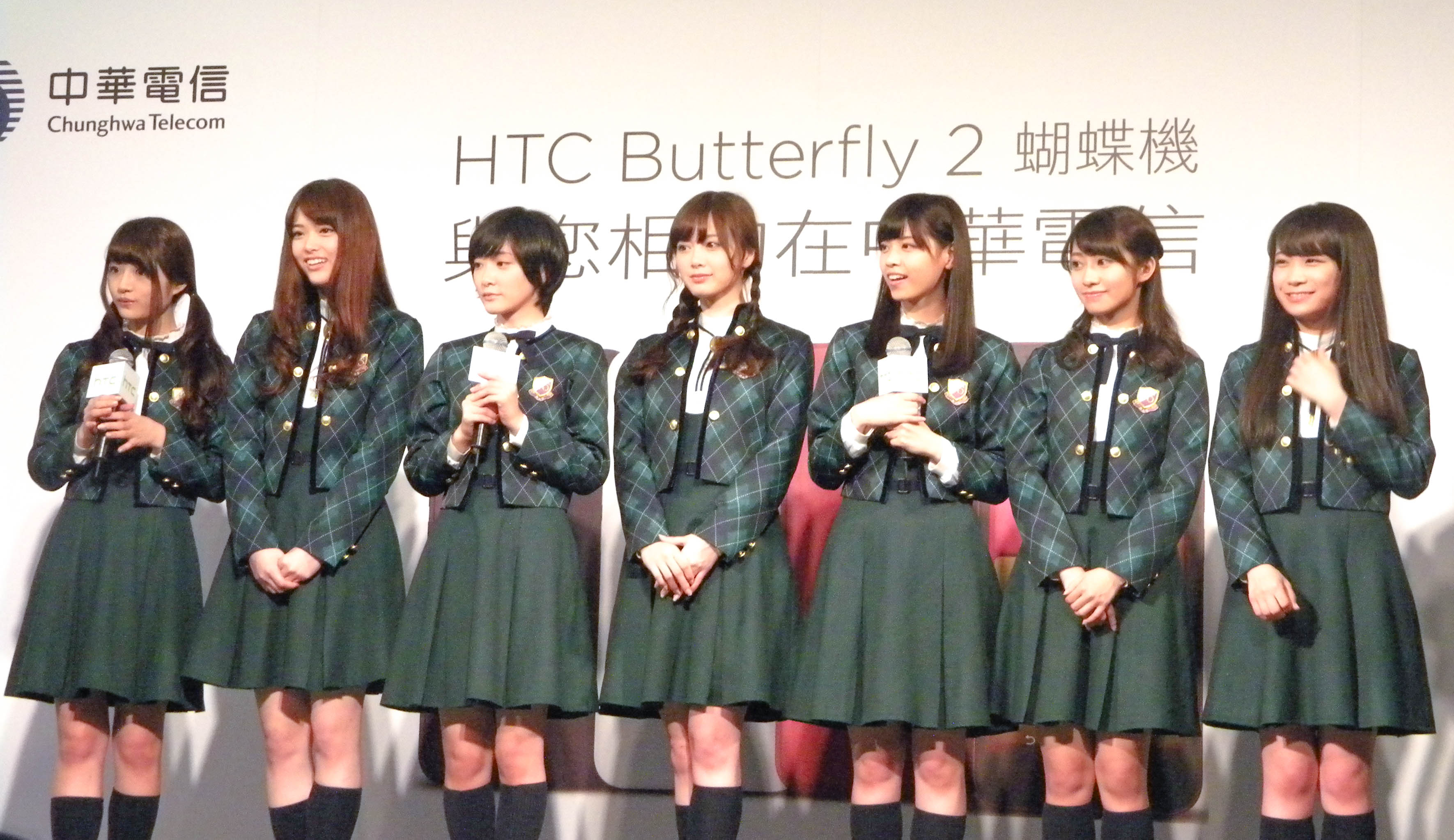
Nogizaka46 à Taïwan en 2014

Le concert Nogizaka46 1st Year Birthday Live a eu lieu en février 2013 au Makuhari Messe à Chiba. Comme son titre l’indique, cet événement célèbre le premier anniversaire des débuts du groupe. Toujours en février, Erika Ikuta fait une apparition dans le drama Biblia Koshodō no Jiken Techō (ビブリア古書堂の事件手帖). En mars, la série Nogizaka to, Manabu (乃木坂と、まなぶ) est publiée sur Asahi Shimbun Digital. Mai Shiraishi est choisie pour devenir mannequin exclusif pour le magazine de mode Ray (レイ) le même mois.
En avril, Nanami Hashimoto, Sayuri Matsumura, Manatsu Akimoto, Marika Itō, Nene Itō et Rina Ikoma jouent joué dans le drama Bad Boys J aux côtés de Tomomi Itano de AKB48. Le 6e single du groupe Girl’s Rule est la chanson thème du drama. Le 7 avril, Nogizaka46 anime sa propre émission de radio ; ce programme intitulé Nogizaka46 no « No » (乃 木 坂 46 の 「の」) est produit par Nippon Cultural Broadcasting. Alors que leur tournée nationale Nogizaka Manatsu no Zenkoku Tour 2013 FINAL! (真夏の全国ツアー2013 FINAL!) se terminait, le groupe annonce qu'il tiendra un concert au célèbre Nippon Budokan à Tokyo, le 20 décembre prochain de la même année.
La membres de la seconde génération du groupe sont annoncés dans l’émission Nogizakatte, Doko? et débutent en intégrant le groupe le 5 mai 2013.
Le groupe d’idoles se produit en concert lors de sa première tournée nationale Manatsu no Zenkoku Tour 2013 (真夏の全国ツアー2013) en août. Les concerts ont lieu à Sapporo, Fukuoka, Osaka, Nagoya et Tokyo. Toujours en août, Nogizaka46 interprète la chanson Tsuki no Ōkisa qui est la chanson thème du générique de début de l’anime Naruto Shippuden ; ce titre figure sur la face B de leur 7e single Barette qui sort en novembre suivant. Le premier livre de photos du groupe Nogizaka Ha est mis en vente en octobre 2013. En décembre, Mayu Watanabe, membre de AKB48 interprète leur 5e single Kimi no Na wa Kibō sorti auparavant en mars 2013 lors du 3e AKB48 Kōhaku Taikō Uta Gassen (第３回 AKB48紅白対抗歌合戦) au Tokyo Dome City Hall. Erika Ikuta l’accompagne en jouant du piano.

### En 2014: Japan Expo et émissions

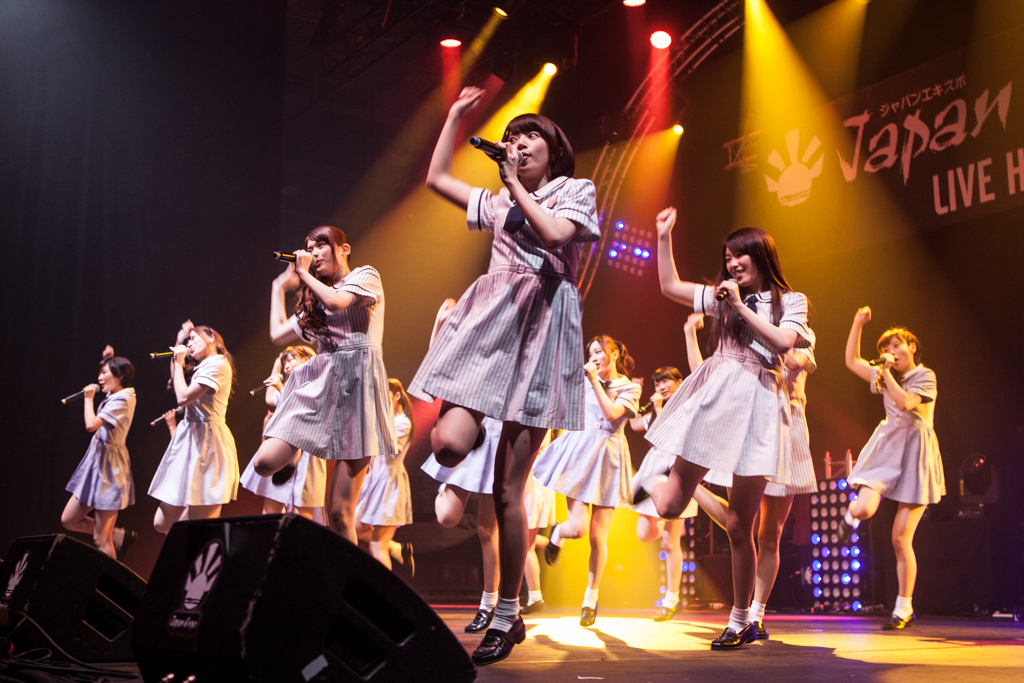
Le groupe à Japan Expo à Paris Nord Villepinte en juillet 2014

Les membres ont animé l’émission de divertissement NogiBINGO! diffusée sur Nippon Television entre janvier et mars 2014. Le programme est inspiré du programme AKBINGO!, de AKB48.
Cinq membres (Karin Itō, Manatsu Akimoto, Yuri Saitō, Kazumi Takayama, et Nanami Nishikawa), qui ont célébré leur 20e anniversaire l'année précédente, passent leur cérémonie de la majorité (成人式, Seijin shiki) en janvier 2014.
Début février, Mai Shiraishi a joué dans le drama Kamen Teacher (仮面ティーチャー). Les membres Kenkyūsei animent l’émission Nogi Ken ♡ (乃木けん♡) sur Showroom depuis février. Le 24 février 2014, un « team shuffle » est annoncé lors de l’événement AKB48 Group Dai Sokaku Matsuri (AKB48グループ大組閣祭り～時代は変わる。だけど、僕らは前しか向かねえ！～). Il est décidé que Rina Ikoma rejoindra la Team B des AKB48 et que Rena Matsui du groupe SKE48 rejoindra Nogizaka46 en ayant une double position. Les deux jeunes idoles débutent avec leur nouveau groupe d’idoles en avril 2014. D'autres membres, Ami Nōjō, Kana Nakada et Nene Itō jouent dans 3 films d’horreur sortis au cinéma entre avril et juin 2014 : Shi no Jikkyō Chūkei (死の実況中継 劇場版), Death Blog (デスブログ 劇場版) et Sugisawa Mura Densetsu (杉沢村伝説 劇場版).
En juin 2014, Rina Ikoma arrive en 14e position du « AKB48 37th Single Senbatsu Sōsenkyo » (AKB48 37thシングル 選抜総選挙).
Nogizaka46 participe à Japan Expo à Paris Nord Villepinte en France en juillet 2014.
Les idoles animent chaque semaine l’émission Nogiten (のぎ天) sur Showtime depuis juillet. Miona Hori est désignée ambassadrice pour la promotion du film d’horreur Kyonshi (キョンシー) en septembre. Erika Ikuta a joué dans la comédie musicale Niji no Prelude (虹のプレリュード) en octobre 2014. Le même mois, Nene Itō, Risako Yada et Kyōka Yonetoku obtiennent leur diplôme et quittent le groupe. Mai Fukagawa occupe le poste de narratrice sur AC Milan Channel depuis octobre 2014 ; le programme parle du célèbre club italien de football, de la nourriture, de la mode et de la culture de Milan,.
Manatsu Akimoto, Erika Ikuta et Nanami Hashimoto jouent les rôles principaux du film Chōnōryoku Kenkyūbu no 3 Nin (超能力研究部の3人) qui sort en décembre 2014. Par ailleurs, le premier livre de photos solo d'un des membres Mai Shiraishi intitulé Seijun na Otona (清純な大人) est publié le même mois.

### En 2015:Tōmei na Iroet nouveau groupe sœur "Keyakizaka46"
Après plusieurs singles depuis les débuts du groupe en 2011, ce dernier commence l'année 2015 avec un tout premier album intitulé Tōmei na Iro est sorti le 7 janvier 2015 ; il atteint directement la 1re place du classement quotidien puis hebdomadaire des ventes de l'Oricon et se vend à 222 031 durant la première semaine.
Le même mois, c'est au tour d'autres membres comme Sayuri Inoue, Reika Sakurai, Kana Nakada, Seira Nagashima, Nanase Nishino, Ami Nōjō et Yumi Wakatsuki de passer leur cérémonie de la majorité le 10 janvier 2015.
Yumi Wakatsuki joue dans la pièce de théâtre Vampire Knight (ヴァンパイア騎士) en janvier 2015.
Seira Hatanaka annonce sa graduation début février 2015.
Le premier livre de photos de Nanase Nishino intitulé Fudangi (普段着) est publié le même mois.
Les membres du groupe sont apparues dans une publicité pour Haruyama Trading Company en février. Elles étaient habillées en tailleur dans la campagne commerciale pour la marque de vêtements. Reika Sakurai, Nanase Nishino et Sayuri Matsumura apparaissent dans le drama Tenshi no Knife (天使のナイフ) qui est diffusé en février 2015.
Junna Itō, Kotoko Sasaki, Ayane Suzuki, Ranze Terada, Rena Yamazaki et Miria Watanabe, alors membres kenkyūsei sont promues comme membres régulières du groupe.
Le Nogizaka46 Cafe 2015 ~Life Is Beautiful~  (乃木坂46カフェ2015～命は美しい～) ouvre à Area-Q, à Harajuku, pendant une période limitée entre mars et mai 2015. Mai Shinuchi y travaille en tant que responsable du café et elle était responsable des boissons et de la nourriture. Wakatsuki Yumi a réalisé le design des produits promotionnels qui étaient en vente exclusivement dans ce lieu. Les fans pouvaient regarder la diffusion de vidéos et visiter des expositions.
Mai Shiraishi est apparue dans une publicité pour Palty en mars 2015. Nanami Hashimoto est sélectionnée comme mannequin pour le magazine de mode CanCam en mars 2015.
Les membres Manatsu Akimoto, Erika Ikuta, Reika Sakurai, Nanase Nishino et Nanami Hashimoto ont participé à une campagne promotionnelle pour l’application de messagerie instantanée 755 en mars 2015.
Kazumi Takayama commence l'écriture avec une série de nouvelles intitulée Nogizaka Katsuji-bu (乃木坂活字部！) et publiée dans le Da Vinci magazine à partir d’avril 2015. Seira Hatanaka effectue sa cérémonie de remise de diplôme et quitte le groupe le même mois.
L’émission de divertissement Nogizaka Under Construction (乃木坂工事中) a commencé à être diffusée sur TV Aichi en avril 2015.
Nanami Hashimoto anime la rubrique Girls Lock dans l’émission de radio School of Lock sur Tokyo FM depuis avril 2015. Elle est responsable de la rubrique toutes les 3e semaines du mois.
La double position de Rena Matsui chez Nogizaka46 et SKE48 s’achève en avril 2015 après le Team Shuffle 2015 mêlant toutes "groupes 48" et le groupe Nogizaka46. Elle a quitté le groupe d’idoles pour poursuivre ses activités avec les SKE48. Dans le même temps, Rina Ikoma quitte AKB48.
Nanase Nishino est apparue dans une publicité pour Pizza Hut en avril 2015. Tandis que Mai Shiraishi effectue le premier lancer protocolaire avant le match de baseball opposant les Tokyo Yakult Swallow aux Hokkaido Nippon Ham Fighters au Meiji Jingu Stadium en mai 2015.
Hina Kawago, Hinako Kitano, Ami Nōjō et Maaya Wada animent l’émission de divertissement Nogizaka46 Eigo (乃木坂46えいご), également connue en tant que Nogieigo (のぎえいご), qui est diffusée sur TBS à partir de juin 2015. L’objectif de ce programme est de parler anglais et d’étendre la popularité du groupe d’idoles à l’étranger.
Marika Itō joue dans le film d’horreur Eyes (アイズ) aux côtés d'Akari Yamada (du groupe d'idoles Yumemiru Adolescence) en juin 2015.
15 membres ont joué dans la pièce de théâtre Joshiraku (じょしらく) en juin 2015 au AiiA 2.5 Theater Tokyo. Après avoir passé des auditions, elles ont été réparties dans 3 équipes différentes. L’histoire est basé sur le manga de Kumeta Koji. Le même mois, elles ont fait la promotion des emplois à temps partiel dans le cadre d’une campagne pour les boutiques Seven Eleven. Les filles ont interprété le rôle de joueuses de softball dans le drama Hatsumori Bemars (初森ベマーズ) diffusé sur TV Tokyo en juillet 2015. Le groupe réalise leur documentaire Kanashimi no Wasurekata Documentary of Nogizaka46 (悲しみの忘れ方 Documentary of 乃木坂46) qui sort en juillet 2015.
Rina Ikoma a interprété le rôle principal dans le film d’horreur Corpse Party (コープスパーティー) qui sortira au cinéma en août 2015 au Japon.
Le producteur Yasushi Akimoto annonce fin juin 2015 la création d’un nouveau groupe sœur de Nogizaka46 : Toriizaka46. À la recherche de jeunes filles de plus de 12 ans à mois de 20 ans. La période d’inscription des auditions ont lieu du 28 juin jusqu’au 21 août 2015, le jour où le groupe d’idoles Nogizaka46 ont été formées. Le nouveau groupe d’idoles sera aux côtés de Nogizaka46 sous le label Sony Music Entertainment Japan. Le nom Toriizaka46 a été tiré du nom de la route en pente, Toriizaka, à proximité du Zepp Blue Theater où les membres de Nogizaka46 ont effectué leurs activités. Il est révélé en août la première génération du groupe, par la même occasion il est annoncé que le groupe ne s’appelle plus Toriizaka46 mais Keyakizaka46 (欅坂46).

### 2016: Projets télé
Mai Fukagawa annonce sur son blog le 7 janvier de quitter le groupe en expliquant qu'elle souhaite démarrer un nouveau chapitre de sa vie et pensait à cette graduation depuis près d'un an. Maimai quittera le groupe d’idoles en mai ou en juin. Elle participera aux différents événements organisés à l’occasion de la sortie du 14e single de Nogizaka46 prévue le 23 mars.
C'est au tour des membres Rina Ikoma, Marika Ito et Mahiro Kawamura de célébrer leur cérémonie de la majorité (成人式, seijin shiki) le 10 janvier au temple Nogi à Tokyo. Les 7 membres du groupe d'idoles, nées en 1995 et début 1996, portaient des furisodes à cette occasion.
Rina Ikoma est devenue mannequin pour la collection printemps / été 2016 de Anna Sui en février.
Mai Fukagawa a effectué sa graduation en mai 2016. Elle occupe la position de centre sur le 14e single des Nogizaka46 Harujion ga Saku Koro en vente en mars 2016.
Rina Ikoma a effectué le premier lancer protocolaire avant un match de baseball entre les Fukuoka SoftBank Hawks et les Saitama Seibu Lions en mars 2016. À la même période, elle a interprété la voix de la publicité de Giga-chan (ギガちゃん) de SoftBank.
Le compte Line officiel des Nogizaka46 a été ouvert en mars 2016.
Les membres du groupe ont participé à une campagne publicitaire pour le site d’annonces immobilières Suumo en mars 2016.
Les auditions pour la 3e génération ont eu lieu en mars et avril 2016.
Yumi Wakatsuki fait des apparitions régulières, en tant qu’assistante, dans l’émission de radio Evangelist School (エバンジェリストスクール！) sur Tokyo FM depuis avril 2016.
Nanase Nishino est devenue co-animatrice de l’émission de divertissement Lion no Goo Touch (ライオンのグータッチ) sur Fuji TV en avril 2016.
Le jeu de simulation de drague NogiKoi (乃木恋) est sorti en avril 2016. Comme le titre l'indique, les fans peuvent avoir une chance de devenir le petit ami virtuel de leur membre préférée.
Sayuri Inoue a fait une apparition en tant qu'invitée dans la pièce Otona no Cafe 9 « Nomikake de Katta ano Musume » (大人のカフェ第9回単独公演『飲みかけで帰ったあの娘』) en avril 2016.
Les Nogizaka46 se sont associées à Seven Eleven dans le cadre d’une campagne qui a débuté fin avril 2016. Mai Shiraishi a été nommée « manager de la boutique ».
Les filles ont tenu les rôles principaux dans la pièce de théâtre Joshiraku 2 ~Toki Kakesoba~ (じょしらく弐〜時かけそば〜) en mai 2016.
Le 2nd album des Nogizaka46 Sorezore no Isu (それぞれの椅子) est sorti en mai 2016.
Le photobook de Mai Fukagawa Zutto, Soba ni Itai (ずっと、そばにいたい) a été publié en juin 2016.
Rina Ikoma joue de nouveau le rôle principal dans la suite du film Corpse Party intitulée Corpse Party Books of Shadows. Le long-métrage sortira au cinéma en juillet 2016 au Japon. Nijika Ishimori (Keyakizaka46) y apparaît également. Aussi, elle se produit dans la pièce de théâtre Kochira Katsushikaku Kameari Kouen Mae Hashutsujo (こちら葛飾区亀有公園前派出所), également connue sous le nom de Kochikame (こち亀), en septembre 2016. L’histoire est basée sur le manga de Osamu Akimoto.

### 2017:Itsuka Dekiru kara Kyō Dekiru
Erika Ikuta joue dans la comédie musicale Roméo & Juliette (ロミオ＆ジュリエット) entre janvier et mars 2017.
Trois membres de première génération, Nanami Hashimoto, Himeka Nakamoto et Marika Itō, quittent le groupe.
C'est en novembre 2017 que Nogizaka46 sort son dix-neuvième single, intitulé Itsuka dekiru kara kyō dekiru.

### 2018: Départs de plusieurs membres de première génération,Kaerimichi wa Toomawari Shitaku Naruet quatrième génération
Le groupe sort son single Synchronicity en avril 2018, puis Kaerimichi wa Toomawari Shitaku Naru en novembre de la même année. Il s'agit du dernier single de Nanase Nishino, qui quittera le groupe à la fin de l'année. Sept membres précéderont son départ.
C'est également en 2018 qu'une nouvelle génération prend forme. Elle se compose d'onze membres. Cinq stagiaires seront ajoutées en février 2020, elles forment la génération New 4.

### 2019: Concert de graduation de Nanase Nishino et départ de Reika Sakurai
C'est le 25 février, à l'occasion du septième Birthday Live de Nogizaka46 que se tient le concert de départ de Nanase Nishino, ayant quitté le groupe le 31 décembre 2018.
En septembre 2019, Reika Sakurai, jusque-là capitaine du groupe, quitte le groupe. Elle sera remplacée par Manatsu Akimoto.

### 2020: Pandémie de Covid-19 et départ de Mai Shiraishi
En juin 2020, en raison de la pandémie de COVID-19, le groupe rendra hommage aux travailleurs de la santé du Japon et du monde par le biais de la chanson Sekaijuu no Rinjin yo (世界中の隣人よ).
Mai Shiraishi annonce son départ du groupe en janvier 2020. Elle participera au single Shiawase no Hogoshoku, considéré comme son dernier. Le concert de sa graduation fut présenté virtuellement en octobre de la même année.
En septembre, Minami Umezawa, Asuka Saitō et Mizuki Yamashita obtiennent les rôles principaux du film Keep Your Hands Off Eizouken!, une adaptation du manga et de l'anime du même nom. La chanson thème du film, Fantastic Sanshoku Pan, est présente sur l'album Shiawase no Hogoshoku.
En octobre, un groupe-sœur de Nogizaka46, Keyakizaka46, est renommé Sakurazaka46 (櫻坂46).

### 2021: Départ de plusieurs membres, cinquième génération annoncée etTime Flies
Au début de l'année, le groupe sort un vingt-sixième single intitulé Boku wa Boku o Suki ni Naru, avec Mizuki Yamashita en centre. Il s'agit de son premier single dans cette position.
En mai, Erika Ikuta joue de nouveau dans la comédie musicale Les Misérables, dans laquelle elle a joué le rôle de Cosette en 2017. Elle y interprète cette fois Éponine.
En juillet, l'administration du groupe annonce la tenue d'auditions dans le but de former une cinquième génération. Les auditions ont débuté le 19 juillet et se sont terminées le 10 août,.
Pour son dixième anniversaire, le groupe sortira un album « best of » le 15 décembre, intitulé Time Flies, comprenant toutes les meilleures chansons du groupe depuis la création de celui-ci, en 2011. De nouvelles chansons seront ajoutées, en plus des trois singles Sekaijuu no Rinjin yo, Route 246 et Yukkuri to Sakuhana,.
Début décembre, Minami Umezawa est nommée vice-capitaine, une première pour le groupe, dont le groupe-sœur Sakurazaka46 avait déjà instauré la position dès 2017 (en tant que Keyakizaka46),.
L'année est également marquée par le départ de plusieurs membres, dont Sayuri Matsumura, ayant quitté le groupe à la fin du mois de juillet, Erika Ikuta, en décembre 2021 et Momoko Ōzono, qui devient ainsi la première membre de troisième génération à quitter Nogizaka46.

### 2022: Cinquième génération et vingt-neuvième single
Le 30 janvier, Nogizaka46 annonce la sortie d'un vingt-neuvième single, intitulé Actually... prévu pour le 23 mars. Aruno Nakanishi, membre la cinquième génération, devait initialement en être la centre, mais fut suspendue du groupe à la suite d'allégations au sujet de commentaires faits sur ses différents réseaux sociaux avant son adhésion au groupe. Par conséquent, sa position prend la forme d'une double position de centre. Les deux membres qui l'occupent sont Mizuki Yamashita et Asuka Saitō.
Le 1er février, l'administration du groupe annonce qu'onze membres feront partie de la cinquième génération du groupe. Huit noms sont d'abord révélés à titre d'un par jour à partir du 2 février. Deux des trois derniers noms sont ensuite dévoilés respectivement le 19 mars et le 1er avril. En raison d'une violation de contrat, Hina Okamoto, dernière membre prévue, suspend également ses activités.
Du 21 au 23 février, la cinquième édition du Nogizaka46 hours TV est présentée en direct sur YouTube. Il s'agit d'un événement bisannuel durant 46 heures (du 21 à 19:00 au 23 à 17:00 pour l'édition 2022) dans lequel tous les membres se prêtent à différentes activités (jeux de société, discussions, défis) au cours de la diffusion. Les huit premiers membres de la cinquième génération sont présentés lors de cette édition, il s'agit de leur première apparition publique au sein du groupe.
Le retour d'Aruno Nakanishi et le début de Hina Okamoto ont lieu le 27 avril, à l'occasion de la deuxième cérémonie de début des membres de cinquième génération.
Le 13 juin, lors de son émission radio Dareka ni hanashitakatta koto, Rena Yamazaki annonce son départ du groupe, qui s'effectue le 17 juillet de la même année.
Le 12 juillet, un trentième single est annoncé, dont la sortie est prévue pour le 31 août. Pour la deuxième fois, Haruka Kaki prend la place centrale, et Nao Yumiki obtient une place dans la formation principale pour la première fois. Il s'agit également du dernier single de Maaya Wada et de Hina Higuchi au sein du groupe, qui ont précisé leur départ de celui-ci, le 18 juillet. Les deux départs ont lieu après les promotions entourant le single.
Lors d'un concert au Meiji Jingu Stadium le 29 août, Sayaka Kakehashi chute d'une scène, entraînant des fractures. Par conséquent, ses activités sont mises en pause jusqu'à nouvel ordre. Kakehashi est la deuxième membre de quatrième génération à suspendre ses activités après Seira Hayakawa, cette dernière s'étant retirée pour des raisons de santé.
Le 31 octobre, un trente-et-unième single, intitulé "Koko ni wa nai mono" est annoncé pour le 7 décembre. À pareille date, Hina Higuchi quitte officiellement le groupe à la suite de son concert de graduation. Ce single est le dernier dans lequel Asuka Saitō participe, cette dernière quittant Nogizaka46 le 31 décembre.

### 2023: Nouvelle capitaine et premiers départs de quatrième génération
Le 7 janvier, la capitaine du groupe, Manatsu Akimoto annonce son départ du groupe, qui a lieu le 26 février, lors du onzième Birthday Live du groupe. Il s'agit de la dernière membre de première génération à quitter Nogizaka46,. Minami Umezawa devient la nouvelle capitaine, après avoir été la vice-capitaine depuis 2021.
Le 18 février, c'est au tour d'Ayane Suzuki, la dernière membre de deuxième génération, d'annoncer sa décision de quitter le groupe. Sa graduation a lieu le 28 mars, le lendemain de la sortie du trente-deuxième single, ce dernier étant initialement prévu pour le 22 mars.
Intitulé Hito wa Yume wo Nido Miru, il offre à plusieurs membres des premières apparitions au sein de la formation principale, dont cinq de cinquième génération. Une double position de centre est accordée à Mizuki Yamashita et Shiori Kubo, cette dernière l'obtenant pour la première fois,. Ce single est également le premier du groupe à ne pas comporter de membres de première et de deuxième générations.
Asuka Saitō tient son concert de graduation au Tokyo Dome les 17 et 18 mai, soit cinq mois après son départ de Nogizaka46.
Le 22 mai, Yuri Kitagawa devient la première membre de quatrième génération à annoncer son départ du groupe, peu de temps après l'annonce du tour de mi-été annuel du groupe,. Le 16 juin, Seira Hayakawa fait la même annonce. Elle quitte le groupe le jour de ses 23 ans.
En décembre, le single intitulé Monopoly est annoncé, avec Sakura Endo et Haruka Kaki en double centre. Le single prend la première place du top 100 de Billboard Japan, détrônant la chanson Show d'Ado, ayant eu cette position pendant cinq semaines.

### 2024: Sixième génération
Le 1er février, des auditions pour une sixième génération sont annoncées par le biais de deux vidéos publiées sur la chaîne officielle de l'émission Nogizaka Under Construction. Celles-ci se tiennent du 2 février au 5 mars.
Le 17 février, Mizuki Yamashita prend la décision de quitter le groupe. Son départ s'effectue après les promotions entourant le trente-cinquième single, Chance wa Byōdo. Un concert de graduation est prévu pour le mois de mai. Tamami Sakaguchi fait la même annonce trois mois plus tard. Son départ a lieu en juillet.

## Membres

### Troisième génération
Minami Umezawa est la capitaine du groupe.
| Prénom/Nom             | Nom en japonais       | Date de naissance | Lieu de naissance      | Âge    | Remarques      |
| ---------------------- | --------------------- | ----------------- | ---------------------- | ------ | -------------- |
| Riria Itō              | 伊藤 理々杏           | 8 octobre 2002    | Préfecture d'Okinawa   | 22 ans |                |
| Renka Iwamoto          | 岩本 蓮加             | 2 février 2004    | Tokyo                  | 21 ans |                |
| Minami Umezawa         | 梅澤 美波             | 6 janvier 1999    | Préfecture de Kanagawa | 26 ans | Capitaine      |
| Shiori Kubo            | 久保 史緒里           | 14 juillet 2001   | Préfecture de Miyagi   | 24 ans |                |
| Tamami Sakaguchi       | 阪口 珠美             | 10 novembre 2001  | Tokyo                  | 23 ans | Départ annoncé |
| Kaede Satō             | 佐藤 楓               | 23 mars 1998      | Préfecture d'Aichi     | 27 ans |                |
| Reno Nakamura          | 中村 麗乃             | 27 septembre 2001 | Tokyo                  | 23 ans |                |
| Hazuki Mukai           | 向井 葉月             | 23 août 1999      | Tokyo                  | 25 ans |                |
| Ayano-Christie Yoshida | 吉田 綾乃クリスティー | 6 septembre 1995  | Préfecture d'Ōita      | 29 ans |                |
| Yūki Yoda              | 与田 祐希             | 5 mai 2000        | Préfecture de Fukuoka  | 25 ans |                |

### Quatrième génération
- Notes = Les membres identifiés par un astérisque font partie de la génération New 4.

| Prénom/Nom       | Nom en japonais | Date de naissance | Lieu de naissance      | Âge    | Remarques |
| ---------------- | --------------- | ----------------- | ---------------------- | ------ | --------- |
| Sakura Endō      | 遠藤 さくら     | 3 octobre 2001    | Préfecture d'Aichi     | 23 ans |           |
| Haruka Kaki      | 賀喜 遥香       | 8 août 2001       | Préfecture de Tochigi  | 24 ans |           |
| Sayaka Kakehashi | 掛橋 沙耶香     | 20 novembre 2002  | Préfecture d'Okayama   | 22 ans |           |
| Saya Kanagawa    | 金川 紗耶       | 31 octobre 2001   | Hokkaidō               | 23 ans |           |
| Haruka Kuromi*   | 黒見 明香       | 19 janvier 2004   | Préfecture de Shizuoka | 21 ans |           |
| Rika Satō*       | 佐藤 璃果       | 9 août 2001       | Préfecture d'Iwate     | 24 ans |           |
| Yuna Shibata     | 柴田 柚菜       | 3 mars 2003       | Préfecture de Chiba    | 22 ans |           |
| Rei Seimiya      | 清宮 レイ       | 1er août 2003     | Préfecture de Saitama  | 22 ans |           |
| Mayu Tamura      | 田村 真佑       | 12 janvier 1999   | Préfecture de Saitama  | 26 ans |           |
| Ayame Tsutsui    | 筒井 あやめ     | 8 juin 2004       | Préfecture d'Aichi     | 21 ans |           |
| Runa Hayashi*    | 林 瑠奈         | 2 octobre 2003    | Préfecture de Kanagawa | 21 ans |           |
| Miyu Matsuo*     | 松尾 美佑       | 3 janvier 2004    | Préfecture de Chiba    | 21 ans |           |
| Mio Yakubo       | 矢久保 美緒     | 14 août 2002      | Tokyo                  | 22 ans |           |
| Nao Yumiki*      | 弓木 奈於       | 3 février 1999    | Préfecture de Kyoto    | 26 ans |           |

### Cinquième génération[65]
| Prénom/Nom       | Nom en japonais | Date de naissance | Lieu de naissance      | Âge    | Remarques |
| ---------------- | --------------- | ----------------- | ---------------------- | ------ | --------- |
| Mao Ioki         | 五百城 茉央     | 29 juillet 2005   | Préfecture de Hyōgo    | 20 ans |           |
| Teresa Ikeda     | 池田 瑛紗       | 12 mai 2002       | Tokyo                  | 23 ans |           |
| Miku Ichinose    | 一ノ瀬 美空     | 24 mai 2003       | Préfecture de Fukuoka  | 22 ans |           |
| Nagi Inoue       | 井上 和         | 17 février 2005   | Préfecture de Kanagawa | 20 ans |           |
| Hina Okamoto     | 岡本 姫奈       | 17 décembre 2003  | Préfecture d'Aichi     | 21 ans |           |
| Aya Ogawa        | 小川 彩         | 27 juin 2007      | Préfecture de Chiba    | 18 ans |           |
| Iroha Okuda      | 奥田 いろは     | 20 août 2005      | Préfecture de Chiba    | 19 ans |           |
| Sakura Kawasaki  | 川﨑 桜         | 17 avril 2003     | Préfecture de Kanagawa | 22 ans |           |
| Satsuki Sugawara | 菅原 咲月       | 31 octobre 2005   | Préfecture de Chiba    | 19 ans |           |
| Nao Tomisato     | 冨里 奈央       | 18 septembre 2006 | Préfecture de Chiba    | 18 ans |           |
| Aruno Nakanishi  | 中西 アルノ     | 17 mars 2003      | Préfecture de Chiba    | 22 ans |           |

### Anciens membres
| Prénom/Nom                   | Nom en japonais              | Date de naissance            | Lieu de naissance            | Âge                          | Date de départ               | Remarques                                                                     |
| Membres de la 1re génération | Membres de la 1re génération | Membres de la 1re génération | Membres de la 1re génération | Membres de la 1re génération | Membres de la 1re génération | Membres de la 1re génération                                                  |
| ---------------------------- | ---------------------------- | ---------------------------- | ---------------------------- | ---------------------------- | ---------------------------- | ----------------------------------------------------------------------------- |
| Honoka Yamamoto              | 山本 穂乃香                  | 31 mars 1998                 | Préfecture d'Aichi           | 27 ans                       | 22 septembre 2011            |                                                                               |
| Ayaka Yoshimoto              | 吉本 彩華                    | 18 août 1996                 | Préfecture de Kumamoto       | 28 ans                       | 22 septembre 2011            |                                                                               |
| Yumiko Iwase                 | 岩瀬 佑美子                  | 12 juin 1990                 | Préfecture de Saitama        | 35 ans                       | 18 novembre 2012             |                                                                               |
| Mikumo Andō                  | 安藤 美雲                    | 21 mai 1993                  | Préfecture de Kanagawa       | 32 ans                       | 16 juin 2013                 |                                                                               |
| Yukina Kashiwa               | 柏 幸奈                      | 12 août 1994                 | Préfecture de Nagasaki       | 31 ans                       | 17 novembre 2013             | Ex-membre des Momoiro Clover                                                  |
| Seira Miyazawa               | 宮澤 成良                    | 29 octobre 1993              | Préfecture de Chiba          | 31 ans                       | 17 novembre 2013             |                                                                               |
| Rena Ichiki                  | 市來 玲奈                    | 22 janvier 1996              | Préfecture de Chiba          | 29 ans                       | 21 juillet 2014              |                                                                               |
| Nene Itō                     | 伊藤 寧々                    | 12 décembre 1995             | Préfecture de Gifu           | 29 ans                       | 19 octobre 2014              |                                                                               |
| Rina Yamato                  | 大和 里菜                    | 14 décembre 1994             | Préfecture de Miyagi         | 30 ans                       | 15 décembre 2014             |                                                                               |
| Seira Hatanaka               | 畠中 清羅                    | 5 décembre 1995              | Préfecture d'Osaka           | 29 ans                       | 4 avril 2015                 |                                                                               |
| Rena Matsui                  | 松井 玲奈                    | 27 juillet 1991              | Préfecture d'Aichi           | 34 ans                       | 14 mai 2015                  | Fin de l'échange SKE48-Nogizaka46                                             |
| Seira Nagashima              | 永島 聖羅                    | 19 mai 1994                  | Préfecture d'Aichi           | 31 ans                       | 20 mars 2016                 |                                                                               |
| Mai Fukagawa                 | 深川 麻衣                    | 29 mars 1991                 | Préfecture de Shizuoka       | 34 ans                       | 16 juin 2016                 |                                                                               |
| Nanami Hashimoto             | 橋本 奈々未                  | 20 février 1993              | Hokkaidō                     | 32 ans                       | 20 février 2017              |                                                                               |
| Himeka Nakamoto              | 中元 日芽香                  | 13 avril 1996                | Préfecture de Hiroshima      | 29 ans                       | 16 novembre 2017             | Sœur aînée de Suzuka Nakamoto, chanteuse du groupe Babymetal                  |
| Marika Itō                   | 伊藤 万理華                  | 20 février 1996              | Préfecture de Kanagawa       | 29 ans                       | 23 décembre 2017             |                                                                               |
| Mahiro Kawamura              | 川村 真洋                    | 23 juillet 1995              | Préfecture d'Osaka           | 30 ans                       | 31 mars 2018                 |                                                                               |
| Rina Ikoma                   | 生駒 里奈                    | 29 décembre 1995             | Préfecture d'Akita           | 29 ans                       | 6 mai 2018                   |                                                                               |
| Chiharu Saitō                | 斎藤 ちはる                  | 17 février 1997              | Préfecture de Saitama        | 28 ans                       | 16 juillet 2018              |                                                                               |
| Yumi Wakatsuki               | 若月 佑美                    | 27 juin 1994                 | Préfecture de Shizuoka       | 31 ans                       | 30 novembre 2018             |                                                                               |
| Ami Nōjō                     | 能條 愛未                    | 18 octobre 1994              | Préfecture de Kanagawa       | 30 ans                       | 15 décembre 2018             |                                                                               |
| Hina Kawago                  | 川後 陽菜                    | 22 mars 1998                 | Préfecture de Nagasaki       | 27 ans                       | 20 décembre 2018             |                                                                               |
| Nanase Nishino               | 西野 七瀬                    | 25 mai 1994                  | Préfecture d'Osaka           | 31 ans                       | 31 décembre 2018             | A tenu un concert de graduation le 25 février 2019                            |
| Misa Etō                     | 衛藤 美彩                    | 4 janvier 1993               | Préfecture d'Ōita            | 32 ans                       | 31 mars 2019                 |                                                                               |
| Yūri Saitō                   | 斉藤 優里                    | 20 juillet 1993              | Tokyo                        | 32 ans                       | 30 juin 2019                 |                                                                               |
| Reika Sakurai                | 桜井 玲香                    | 16 mai 1994                  | Préfecture de Kanagawa       | 31 ans                       | 1er septembre 2019           | Première capitaine du groupe                                                  |
| Sayuri Inoue                 | 井上 小百合                  | 14 décembre 1994             | Préfecture de Saitama        | 30 ans                       | 27 avril 2020                |                                                                               |
| Kana Nakada                  | 中田 花奈                    | 6 août 1994                  | Préfecture de Saitama        | 31 ans                       | 25 octobre 2020              |                                                                               |
| Mai Shiraishi                | 白石 麻衣                    | 20 août 1992                 | Préfecture de Gunma          | 32 ans                       | 28 octobre 2020              | A tenu un concert de graduation virtuel en raison de la pandémie de COVID-19. |
| Sayuri Matsumura             | 松村 沙友理                  | 27 août 1992                 | Préfecture d'Osaka           | 32 ans                       | 13 juillet 2021              |                                                                               |
| Kazumi Takayama              | 高山 一実                    | 8 février 1994               | Préfecture de Chiba          | 31 ans                       | 21 novembre 2021             |                                                                               |
| Erika Ikuta                  | 生田 絵梨花                  | 22 janvier 1997              | Düsseldorf, Allemagne        | 28 ans                       | 31 décembre 2021             | Ancienne pianiste                                                             |
| Minami Hoshino               | 星野 みなみ                  | 6 février 1998               | Préfecture de Chiba          | 27 ans                       | 12 février 2022              |                                                                               |
| Hina Higuchi                 | 樋口 日奈                    | 31 janvier 1998              | Tokyo                        | 27 ans                       | 31 octobre 2022              |                                                                               |
| Maaya Wada                   | 和田 まあや                  | 23 avril 1998                | Préfecture de Hiroshima      | 27 ans                       | 4 décembre 2022              |                                                                               |
| Asuka Saitō                  | 齋藤 飛鳥                    | 10 août 1998                 | Tokyo                        | 27 ans                       | 31 décembre 2022             |                                                                               |
| Manatsu Akimoto              | 秋元 真夏                    | 20 août 1993                 | Préfecture de Saitama        | 31 ans                       | 26 février 2023              | Deuxième capitaine du groupe                                                  |
| Membres de la 2e génération  |                              |                              |                              |                              |                              |                                                                               |
| Nanami Nishikawa             | 西川 七海                    | 20 février 1993              | Tokyo                        | 32 ans                       | 22 mars 2014                 |                                                                               |
| Risako Yada                  | 矢田 里沙子                  | 18 mars 1995                 | Préfecture de Saitama        | 30 ans                       | 18 octobre 2014              |                                                                               |
| Kyōka Yonetoku               | 米徳 京花                    | 14 avril 1999                | Préfecture de Kanagawa       | 26 ans                       | 18 octobre 2014              |                                                                               |
| Iori Sagara                  | 相楽 伊織                    | 26 novembre 1997             | Préfecture de Saitama        | 27 ans                       | 16 juillet 2018              |                                                                               |
| Karin Itō                    | 伊藤 かりん                  | 26 mai 1993                  | Préfecture de Kanagawa       | 32 ans                       | 24 mai 2019                  |                                                                               |
| Kotoko Sasaki                | 佐々木 琴子                  | 28 août 1998                 | Préfecture de Saitama        | 26 ans                       | 31 mars 2020                 |                                                                               |
| Miona Hori                   | 堀 未央奈                    | 15 octobre 1996              | Préfecture de Gifu           | 28 ans                       | 28 mars 2021                 |                                                                               |
| Junna Itō                    | 伊藤 純奈                    | 30 novembre 1998             | Préfecture de Kanagawa       | 26 ans                       | 31 août 2021                 |                                                                               |
| Miria Watanabe               | 渡辺 みり愛                  | 1er novembre 1999            | Tokyo                        | 25 ans                       | 31 août 2021                 |                                                                               |
| Ranze Terada                 | 寺田 蘭世                    | 23 septembre 1998            | Tokyo                        | 26 ans                       | 12 décembre 2021             |                                                                               |
| Mai Shinuchi                 | 新内 眞衣                    | 22 janvier 1992              | Préfecture de Saitama        | 33 ans                       | 10 février 2022              |                                                                               |
| Hinako Kitano                | 北野 日奈子                  | 17 juillet 1996              | Hokkaidō                     | 29 ans                       | 30 avril 2022                |                                                                               |
| Rena Yamazaki                | 山﨑 怜奈                    | 21 mai 1997                  | Tokyo                        | 28 ans                       | 17 juillet 2022              |                                                                               |
| Ayane Suzuki                 | 鈴木 絢音                    | 5 mars 1999                  | Préfecture d'Akita           | 26 ans                       | 28 mars 2023                 |                                                                               |
| Membres de la 3e génération  |                              |                              |                              |                              |                              |                                                                               |
| Momoko Ōzono                 | 大園 桃子                    | 13 septembre 1999            | Préfecture de Kagoshima      | 25 ans                       | 4 septembre 2021             |                                                                               |
| Mizuki Yamashita             | 山下 美月                    | 26 juillet 1999              | Tokyo                        | 26 ans                       | 13 mai 2024                  |                                                                               |
| Membres de la 4e génération  |                              |                              |                              |                              |                              |                                                                               |
| Yuri Kitagawa                | 北川 悠理                    | 8 août 2001                  | Tokyo                        | 24 ans                       | 30 juin 2023                 |                                                                               |
| Seira Hayakawa               | 早川 聖来                    | 24 août 2000                 | Préfecture d'Osaka           | 24 ans                       | 24 août 2023                 |                                                                               |

## Discographie
| 1            | 7 janvier 2015    | Tōmei na Iro                           | 透明な色                       | 330,542            |  |  |
| 2            | 25 mai 2016       | Sorezore no Isu                        | それぞれの椅子                 | 350,686            |  |  |
| 3            | 24 mai 2017       | Umarete kara Hajimete Mita Yume        | 生まれてから初めて見た夢       | 419,110            |  |  |
| Compilations |                   |                                        |                                |                    |  |  |
| 1            | 10 janvier 2018   | Boku Dake no Kimi - Under Super Best - | 僕だけの君～Under Super Best～ | 134,629            |  |  |
| Singles      |                   |                                        |                                |                    |  |  |
| 1            | 22 février 2012   | Guru Guru Curtain                      | ぐるぐるカーテン               | 214,373            |  |  |
| 2            | 2 mai 2012        | Oide Shampoo                           | おいでシャンプー               | 225,383            |  |  |
| 3            | 22 août 2012      | Hashire! Bicycle                       | 走れ! Bicycle                  | 245,069            |  |  |
| 4            | 19 décembre 2012  | Seifuku no Mannequin                   | 制服のマネキン                 | 313,532            |  |  |
| 5            | 13 mars 2013      | Kimi no Na wa Kibō                     | 君の名は希望                   | 319,601            |  |  |
| 6            | 3 juillet 2013    | Girl's Rule                            | ガールズルール                 | 459,658            |  |  |
| 7            | 27 novembre 2013  | Barette                                | バレッタ                       | 516,654            |  |  |
| 8            | 2 avril 2014      | Kizuitara Kataomoi                     | 気づいたら片思い               | 546,832            |  |  |
| 9            | 9 juillet 2014    | Natsu no Free & Easy                   | 夏のFree&Easy                  | 526,564            |  |  |
| 10           | 8 octobre 2014    | Nandome no Aozora ka?                  | 何度目の青空か？               | 619,803            |  |  |
| 11           | 18 mars 2015      | Inochi wa Utsukushii                   | 命は美しい                     | 622,248            |  |  |
| 12           | 22 juillet 2015   | Taiyō Knock                            | 太陽ノック                     | 680,132            |  |  |
| 13           | 28 octobre 2015   | Ima, Hanashitai Dareka ga Iru          | 今、話したい誰かがいる         | 741,243            |  |  |
| 14           | 23 mars 2016      | Harujion ga Sakukoro                   | ハルジオンが咲く頃             | 833,733            |  |  |
| 15           | 27 juillet 2016   | Hadashi de Summer                      | 裸足でSummer                   | 885,611            |  |  |
| 16           | 9 novembre 2016   | Sayonara no Imi                        | サヨナラの意味                 | 996,945            |  |  |
| 17           | 22 mars 2017      | Influencer                             | インフルエンサー               | 1,038,104          |  |  |
| 18           | 9 août 2017       | Nigemizu                               | 逃げ水                         | 1,230,999          |  |  |
| 19           | 11 octobre 2017   | Itsuka Dekiru kara Kyō Dekiru          | いつかできるから今日できる     | 1,279,668          |  |  |
| 20           | 25 avril 2018     | Synchronicity                          | シンクロニシティ               | 1,188,052          |  |  |
| 21           | 8 août 2018       | Jikochū de Ikō!                        | ジコチューで行こう             | 1,354,710          |  |  |
| 22           | 14 novembre 2018  | Kaerimichi wa Tōmawari Shitaku Naru    | 帰り道は遠回りしたくなる       | 1,412,439          |  |  |
| 23           | 29 mai 2019       | Sing Out!                              | Sing Out!                      | 1,219,303          |  |  |
| 24           | 4 septembre 2019  | Yoake Made Tsuyogaranakutemoii         | 夜明けまで強がらなくてもいい   | 1,163,103          |  |  |
| 25           | 25 mars 2020      | Shiawase no Hogoshoku                  | しあわせの保護色               | 1,131,298          |  |  |
| —            | 17 juin 2020      | Sekaijū no Rinjin yo                   | 世界中の隣人よ                 | 20,471 (digitales) |  |  |
| —            | 24 juillet 2020   | Route 246                              | Route 246                      | 64,459 (digitales) |  |  |
| 26           | 27 janvier 2021   | Boku wa Boku o Suki ni Naru            | 僕は僕を好きになる             | 719,236            |  |  |
| 27           | 9 juin 2021       | Gomenne Fingers Crossed                | ごめんねFingers Crossed        | 632,950            |  |  |
| 28           | 22 septembre 2021 | Kimi ni Shikarareta                    | 君の叱られた                   | 620,113            |  |  |
| 29           | 23 mars 2022      | Actually...                            | Actually...                    | 533,565            |  |  |
| 30           | 31 août 2022      | Suki to iu no wa Rock da ze!           | 好きというのはロックだぜ！     | 678,197            |  |  |
| 31           | 7 décembre 2022   | Koko ni wa nai mono                    | ここにはないもの               | 653,998            |  |  |
| 32           | 29 mars 2023      | Hito wa Yume wo Nido Miru              | 人は夢を二度見る               | À venir            |  |  |

### DVD
- Nogizaka46 1st Year Birthday Live (2013.02.22) au Makuhari Messe (DVD et Blu-Ray)
- Nogizaka46 2nd Year Birthday Live (2014.02.22) au Yokohama Arena (DVD et Blu-Ray)
- Nogizaka46 3rd Year Birthday Live (2015.02.22) au Seibu Dome (DVD et Blu-Ray)
- NOGIBINGO! (ノギビンゴ!?)
- Nogizaka Romance (乃木坂浪漫, Nogizaka Roman?)

## Événements

### Spectacles
- 1er-9 septembre 2012 : 16-nin no Principal (16人のプリンシパル?)
- 3 mai-12 mai 2013 / 31 mai-2 juin 2013 : 16nin no Principal deux (16人のプリンシパルdeux?) :
- 30 mai-15 juin 2014 : 16nin no Principal trois (16人のプリンシパルtrois?)
- 18-28 juin 2015 : Joshiraku (じょしらく?)
- 1er-12 octobre 2015 : Subete no Inu wa Tengoku e Iku (すべての犬は天国へ行く?)
- 12-17 novembre 2015 / 3-6 décembre 2015 : Princesse Saphir (Ribon no Kishi (リボンの騎士?))
- 12-22 mai 2016 : Joshiraku 2 Toki Kakesoba (じょしらく弐 ～時かけそば～?)
- 14-22 octobre 2016 : Hakaba, Joshikōsei (墓場、女子高生?)

### Concerts
- Nogizaka46 Mini-Lives
- 13 août - 14 août 2012 : Nogizaka46 First Tour
- 27 décembre 2012 - Nogizaka46 Zepp Live in Tokyo
- 22 février 2013 - Nogizaka46 1st Anniversary Concert
- 19 août - 6 octobre 2013 - Nogizaka46 Summer National Tour
- 21 décembre 2013 : Nogizaka46 Merry X'Mas Show 2013 at Nippon Budokan
- 22 février 2014 : Nogizaka46 2nd Anniversary Concert
- 12 décembre - 14 décembre 2014 - Nogizaka46 Merry X-Mas Show 2014
- 22 février 2015 - Nogizaka46 3rd Anniversary Concert
- 5 août 2015 - 31 août 2015 - Nogizaka46 Summer National Tour 2015
- 20 décembre - 21 décembre 2015 - Nogizaka46 Merry X-Mas Show 2015
- 15 juin 2016 - 30 août 2016 - Nogizaka46 Summer National Tour 2016

## Divers

### Photobooks
- 22 octobre 2013 - Nogizaka Ha (乃木坂派?)[68]
- 18 février 2015 - Fudangi (普段着:西野七瀬ファースト写真集?) - Nanase Nishino[69]
- 28 août 2015 - Yasashī Ibara (やさしい棘?) - Nanami Hashimoto[70]
- 21 janvier 2016 - Tenchō=Modulation Erika Ikuta 1st Photo Book (転調＝Modulation:生田絵梨花1st写真集?) - Erika Ikuta[71]
- 9 juin 2016 - Zutto, Soba ni Itai (ずっと、そばにいたい?) - Mai Fukagawa[72]
- 5 août 2016 - Nogizaka46 Second Shashinshū 1 Jikan Okure no I Love You (乃木坂46 セカンド写真集 1時間遅れのI love you?)[73]
- 15 septembre 2016 - Kazumi Takayama Photobook Koi Kamo Shirenai (高山一実写真集 恋かもしれない?) - Kazumi Takayama[74]
- 27 septembre 2016 0 Kaze o Kigaete (西野七瀬写真集 風を着替えて?) - Nanase Nishino[75]